# Grand Prix de la Basse-Sambre
Le Grand Prix de la Basse-Sambre est une course cycliste belge, disputée de 1960 à 1967 à Auvelais, section de la commune belge de Sambreville située en Région wallonne dans la province de Namur en bordure de la Sambre.

## Palmarès
| Année | Vainqueur        | Deuxième               | Troisième           |
| ----- | ---------------- | ---------------------- | ------------------- |
| 1960  | Jozef Schils     | Oswald Declercq        | Joseph Bosmans      |
| 1961  | Frans De Mulder  | André Bar              | Jean Simon          |
| 1962  | Pino Cerami      | Constant De Keyser     | Adolf De Waele      |
| 1963  | Jozef De Wolf    | Leon Gevaert           | Théo Nijs           |
| 1964  | Willy Bocklant   | Willy Monty            | Leon Gevaert        |
| 1965  | Ferdinand Bracke | Martin Van Den Bossche | Willy Monty         |
| 1966  | Jozef Timmerman  | Camiel Vyncke (nl)     | Willy Van den Eynde |
| 1967  | Harry Steevens   | Alfons De Bal          | Michael Wright      |